# ロシアの政治

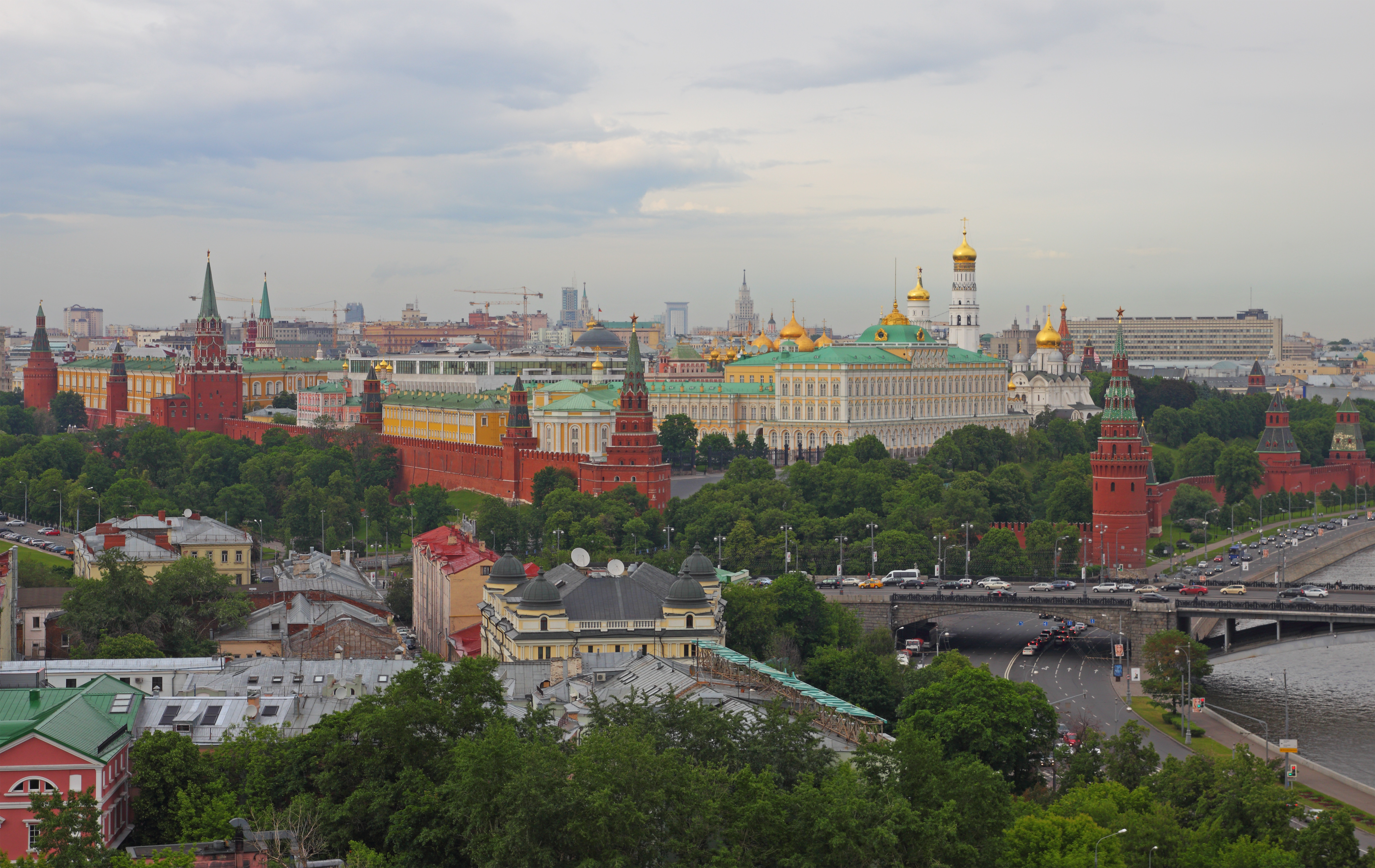
ロシア連邦大統領府及び大統領官邸の入居するクレムリン(首都はモスクワ)

ロシアの政治（ロシアのせいじ）には、ロシア連邦の政治について記述する。
ロシア連邦は、半大統領制の連邦共和制国家である。
フランスの半大統領制をモデルとしており、歴史的に構築された官僚機構と実力組織に基礎付けられた、強力な行政権(執行権)を承継している。
1993年にロシア連邦憲法を制定(2022年10月6日最終改正)。
2024年現在はウラジーミル・プーチンが4代目ロシア連邦大統領を務める。

## 元首

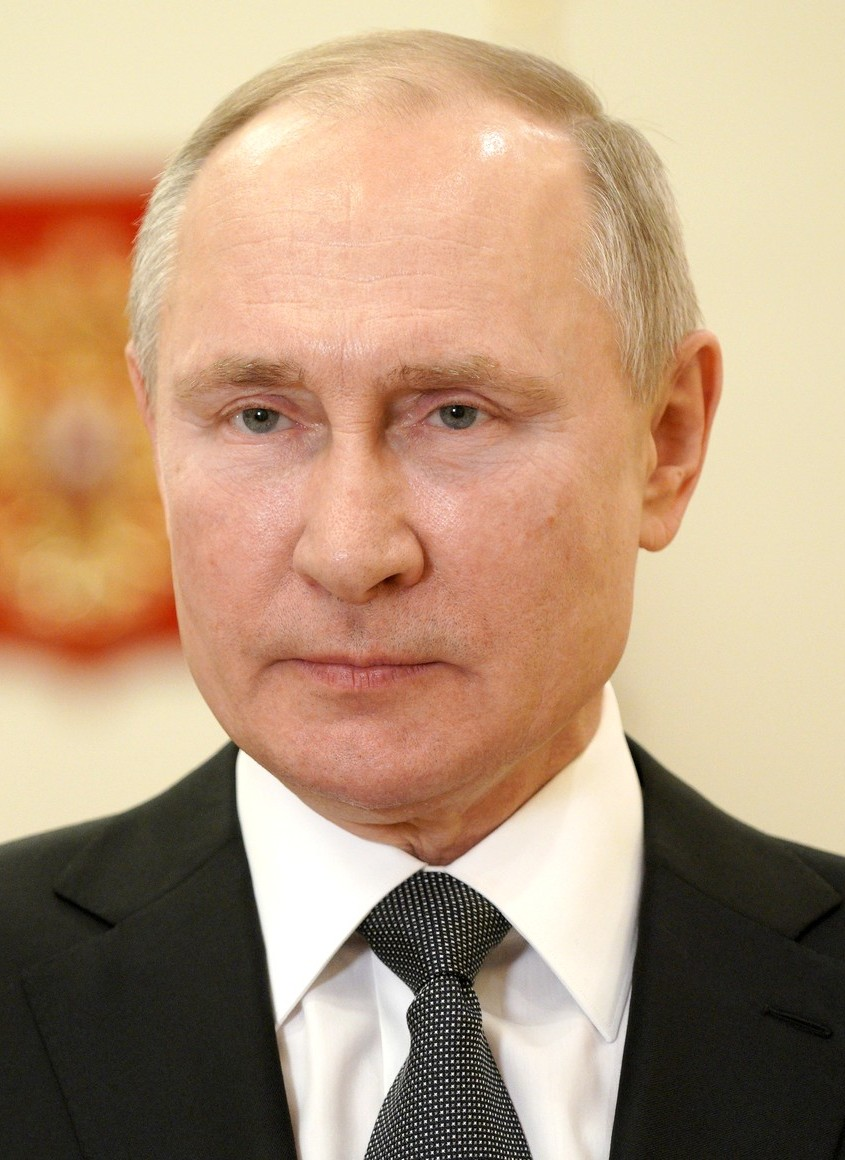
現在のロシア連邦大統領ウラジーミル・プーチン

ロシア連邦大統領は、ロシア連邦の元首であり、対外的にロシア連邦を代表する。
ロシア国民の直接選挙で選ばれ、任期は6年である。
再選も可能。
身分保障として、終身の不逮捕特権と免責特権を有する。
大統領は、憲法上において、次に掲げる権能を主に有する。
- 国家院を解散すること(後述で説明)
- ロシア連邦議会に教書を発布すること
- ロシア連邦議会で可決された法案を拒否すること
- ロシア連邦政府議長(後述で説明)、閣僚及びその他の文武官を任免すること
- 憲法改正案、法律案その他の国政上重要な事件を、連邦議会の議を経ずに、国民投票に付託すること
- 国の機関相互、又は国と連邦構成主体との間に存在する紛争を調停し、又は担当の裁判所に委嘱すること
- 大統領令(後述で説明)を発令すること
- ロシア連邦軍を統帥すること
- 戒厳・非常事態を宣告すること
- 宣戦し、講和し及び条約を締結すること
- 栄典を授与すること
- 恩赦を決定すること

大統領は、就任時、次の宣誓を行う。

## 行政
行政権(執行権)は、ロシア連邦政府に属する。

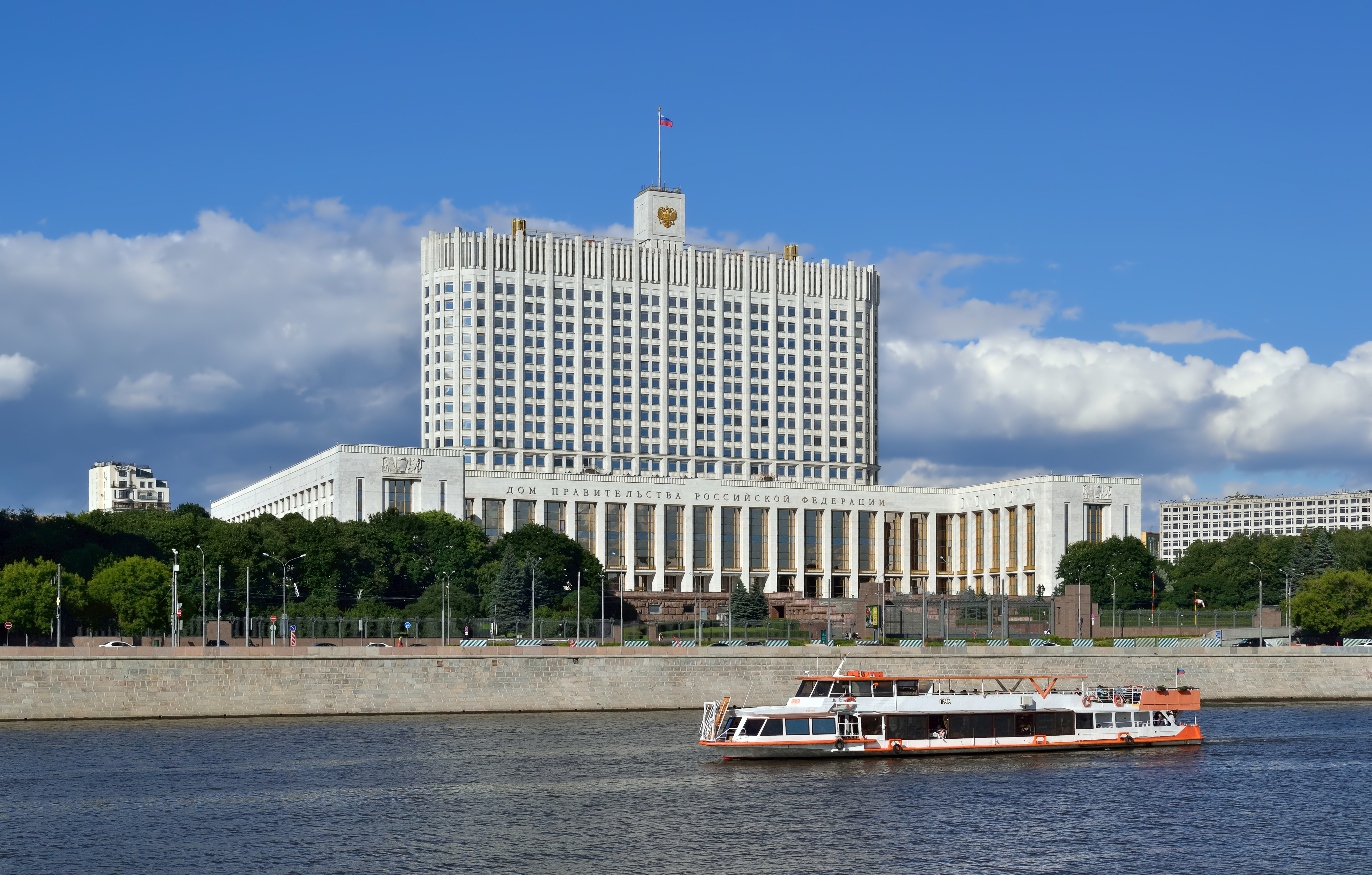
ロシア連邦政府議長官邸ベールイ・ドーム(通称はホワイト・ハウス)

慣例上、大統領は外交と国防を、連邦政府は内政を主導するとされるが、現在ではそれも崩れつつある。
連邦政府は、連邦政府議長(以下首相と説明)及びその他の閣僚によって組織される。
大統領は、国家院の同意を経て首相を任命し、首相の提案に基づいて、その他の閣僚を任免する。
首相は、副大統領としての地位も兼ねており、大統領が欠位し、又は大統領に職務遂行上の故障がある場合においては、大統領の職務を代行する。
行政権の行使について、連邦政府は連帯して大統領と連邦議会双方に対して責任を負う。よって、法律、大統領令、及び連邦政府の定める政令には、首相と主任の閣僚の副署を必要とする。
大統領は、閣議を主宰することができる。この場合、首相が進行役を務める。
大統領は、国家の重要政策及び軍事ドクトリンを定め、連邦政府の助言と同意に基づいて、憲法及び法律の定めるところにより、大統領令を発令することができる。
連邦政府は、憲法、法律及び大統領令の実施に関する詳細を決定し、また大統領に上げる必要のない事案についての最終的な決定を行い、首相は閣議の本旨に基づいて行政各部を指揮監督する。
大統領は、憲法、法律及び大統領令に反する命令、決定及び処分を取り消すことができる。
大統領は、大統領全権代表を任命することができる。
大統領全権代表は、連邦管区を統括し、国策を画一的かつ統一的に地方で実施するため、地方政府の活動を指揮監督する。
ロシア連邦軍は、国防省が所管する。
大統領は、ロシア連邦安全保障会議を主宰する。
国家親衛隊(国内軍)は、ロシア連邦安全保障会議の議長としての大統領に直属する。

## 立法
立法権は、ロシア連邦議会に属する。

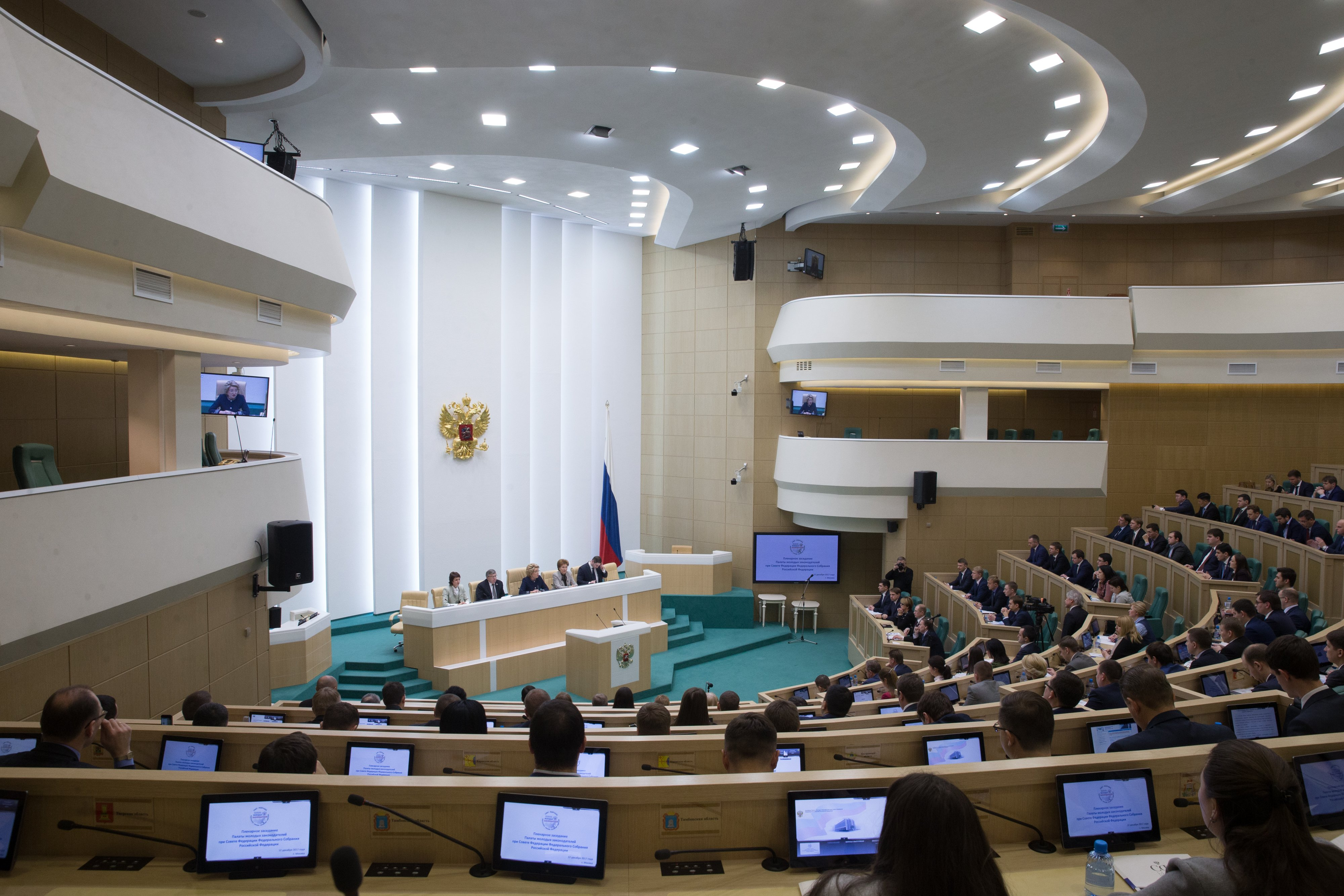
ロシア連邦議会連邦院の様子

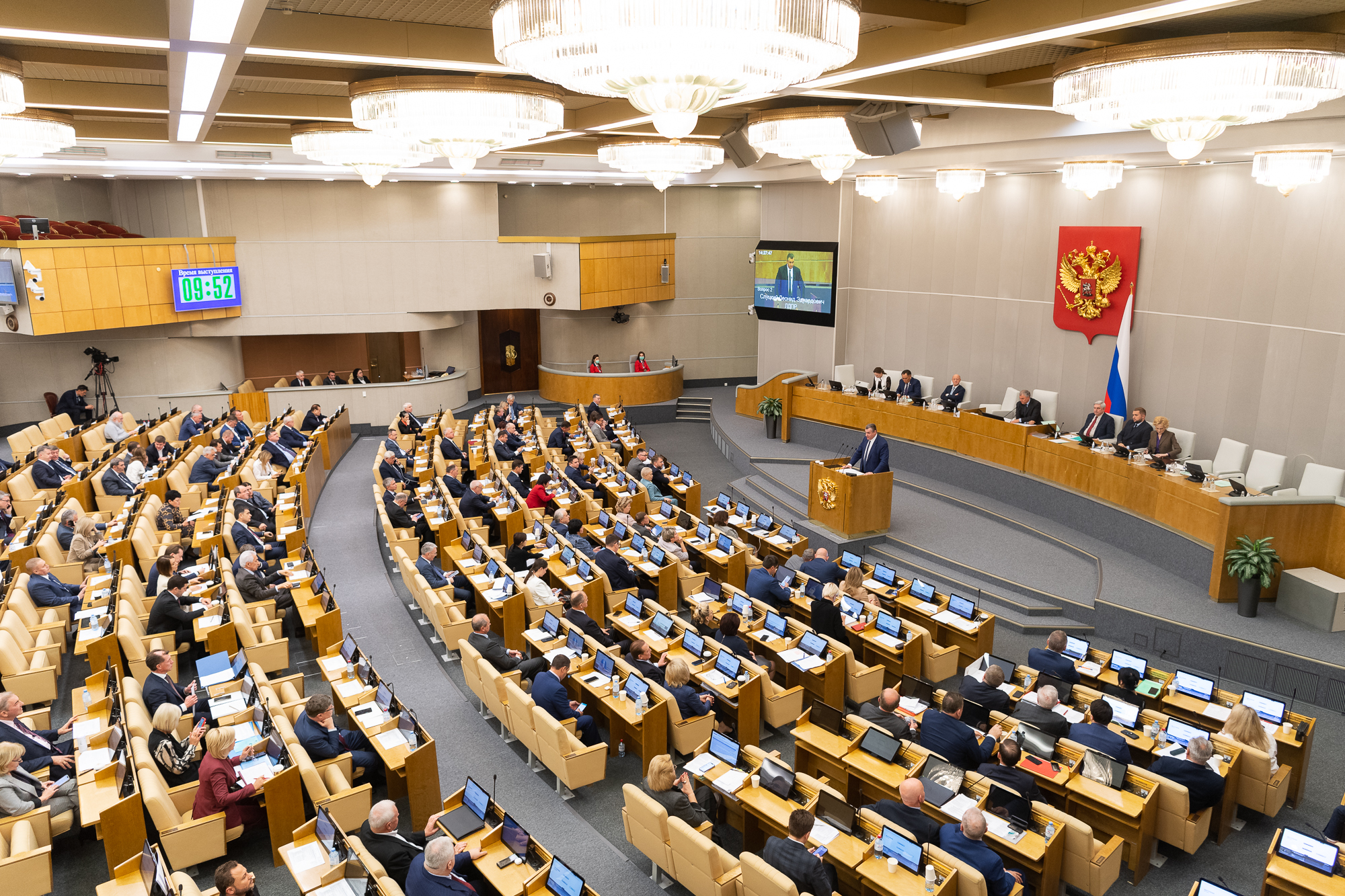
ロシア連邦議会国家院の様子

ロシア連邦議会は、連邦院及び国家院の両院で構成される。
連邦院(または連邦会議)は、上院に相当する。
連邦院は、各連邦構成主体の政府及び議会から派遣された代表によって組織される。
任務は、連邦構成主体に関連する法律案、予算案その他の国政事件に関する審議である。
(例)　財政に関連する事件には、政府の長または財務相が派遣される。
ドイツの連邦参議院に類似する。
国家院(または国家会議)は、下院に相当する。
国家院は、ロシア国民に公選された代表によって組織される。
現行の選挙制度は、小選挙区比例代表並立制である。任期は5年で、解散もある。
大統領は、国家院で連邦政府の信任案が否決され、又は不信任案が可決された場合のみ、国家院を解散することができる。
国家院は、大統領が国家反逆罪又は重大な刑事事件を犯したことを疑う相当な理由がある場合、大統領の弾劾を提訴することができる。
弾劾は、最高裁判所で具体的な審査が行われ、憲法裁判所で弾劾手続の法的適正が審査される。

## 司法

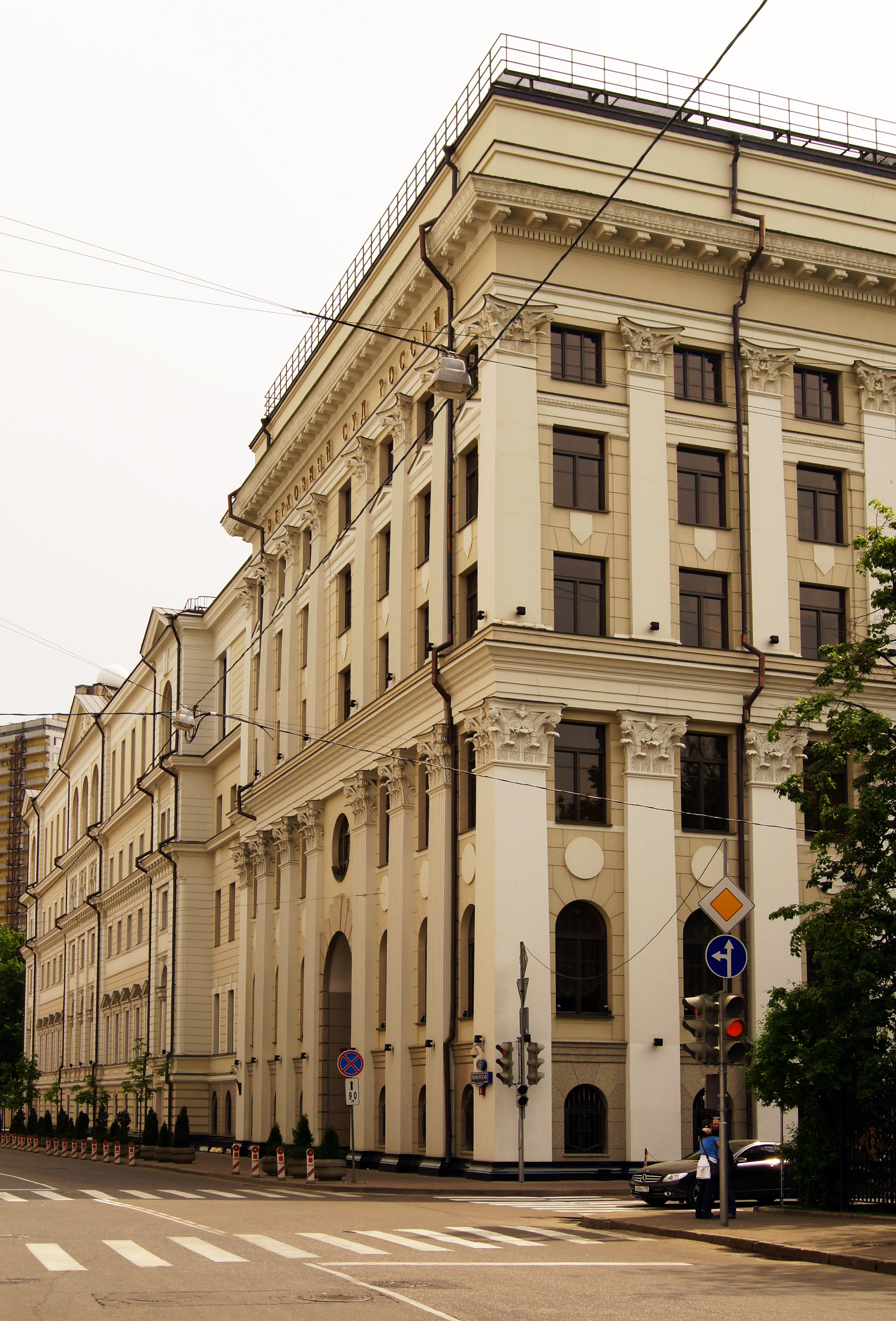
最高裁判所庁舎

司法権は、憲法裁判所、通常裁判所及び特別裁判所に属する。
憲法裁判所は、憲法訴願を受けて、国又は連邦構成主体の国政上の行為に関する抽象的違憲審査を実施する。
通常裁判所は、最高裁判所を頂点とし、その下に地方裁判所、地域裁判所が設置されている。
通常裁判所は、主に民事訴訟、刑事訴訟、行政訴訟、付随的違憲審査を担当する。
特別裁判所は、軍法会議のみである。
最高刑は、終身刑である。
2014年にロシア連邦最高仲裁裁判所は廃止された。

## 地方区分
詳細は「ロシア連邦の地方区分」を参照。

## 政党・政治団体
詳細は「ロシアの政党」を参照。
複数政党制を採用している。
以下、現在ロシア連邦議会に議席を有する政党である。
- 統一ロシア
- ロシア連邦共産党
- ロシア自由民主党
- 公正ロシア
- 成長党
- 祖国
- 新しい人々
- 市民プラットフォーム

最高裁判所は、政党・NGOの解散命令の異議に関する第一審を管轄し、憲法裁判所が終審を管轄する。

## 競争的権威主義
プーチン政権下でのロシアは、「競争的権威主義（competitive authoritarianism）」に変貌したとの指摘がある。競争的権威主義は、見た目の上では選挙があり、権力交代もルール上可能ではあるが、しかし自由で公正な選挙を実施することが事実上不可能な政治体制を示す概念である。選挙はあるが自由でも公正でもなく、選挙結果は指導者の利益になるよう様々に操作可能である。指導者は、立法・行政・司法の各政府機構や国営メディアなどを恣意的に用いて対立候補に不利な戦いを強い、反対派の抑圧を行う。そのため対立候補は選挙に勝利することができない。ロシア下院は、2023年5月時点で450議席中325議席が与党の統一ロシアに占められており、政権の制約とはならない、司法も政権の決定に追随しがちである。プーチン政権による政敵への逮捕・投獄・暗殺（未遂を含む）も相次いでいる（アレクセイ・ナワリヌイなどが代表例）。